# 판차실라 (정치 이념)

인도네시아의 국장

판차실라(인도네시아어: Pancasila)는 인도네시아의 건국 5원칙으로, 산스크리트어 단어인 "판차" ("Panca", "다섯"이라는 뜻)와 "실라" ("Sila", "원칙"이라는 뜻)의 합성어이다.
판차실라의 다섯 가지 원칙은 다음과 같이 설명되어 있다.
1. 일신교 신앙
2. 정의와 문화적인 인간성
3. 인도네시아의 단결
4. 합의제와 대의제를 통한 민주주의의 지혜로운 길잡이
5. 인도네시아 국민에 대한 사회 정의

1945년 6월 1일에 열린 독립 준비 위원회에서 수카르노는 "판차실라의 탄생"이라는 주제의 연설을 했는데, 그는 판차실라가 무슬림과 민족주의자 그리고 기독교 신자들과의 분쟁을 해결하기 위해 만든 것이라고 주장하였다.
또한 1945년에 제정된 인도네시아 헌법 전문에서 판차실라는 인도네시아의 기본적인 원칙이라고 언급되어 있다.

## 같이 보기
- 인도네시아의 국장